# Babamunida kanaloa
Babamunida kanaloa is een tienpotigensoort uit de familie van de Munididae. De wetenschappelijke naam van de soort is voor het eerst geldig gepubliceerd in 2009 door Schnabel, Martin & Moffitt.